# Haldorus schizus
Haldorus schizus är en insektsart som beskrevs av Cheng 1980. Haldorus schizus ingår i släktet Haldorus och familjen dvärgstritar. Inga underarter finns listade i Catalogue of Life.